# Élection présidentielle dominiquaise de 2023
L'élection présidentielle dominiquaise de 2023 a lieu le 27 septembre 2023 afin d'élire au suffrage indirect le président du Commonwealth de la Dominique.
Le président sortant Charles Savarin n'est pas éligible à un nouveau mandat. Le Premier ministre Roosevelt Skerrit, à la tête du Parti travailliste de la Dominique, avance par conséquent la candidature de Sylvanie Burton. La dirigeante du Parti uni des travailleurs et cheffe de l'opposition Jesma Paul-Victor avance quant à elle la candidature d'Anette Sanford.
Les deux seules personnes en lice étant des femmes d'origine Kalinago, le scrutin est assuré de conduire à l'élection de la première femme à la présidence dominiquaise, ainsi que la première personne d'origine indigène.
Comme attendu au vu de la majorité détenue par le Parti travailliste à l'assemblée, Sylvanie Burton est élue à la présidence à une large majorité des voix.

## Contexte

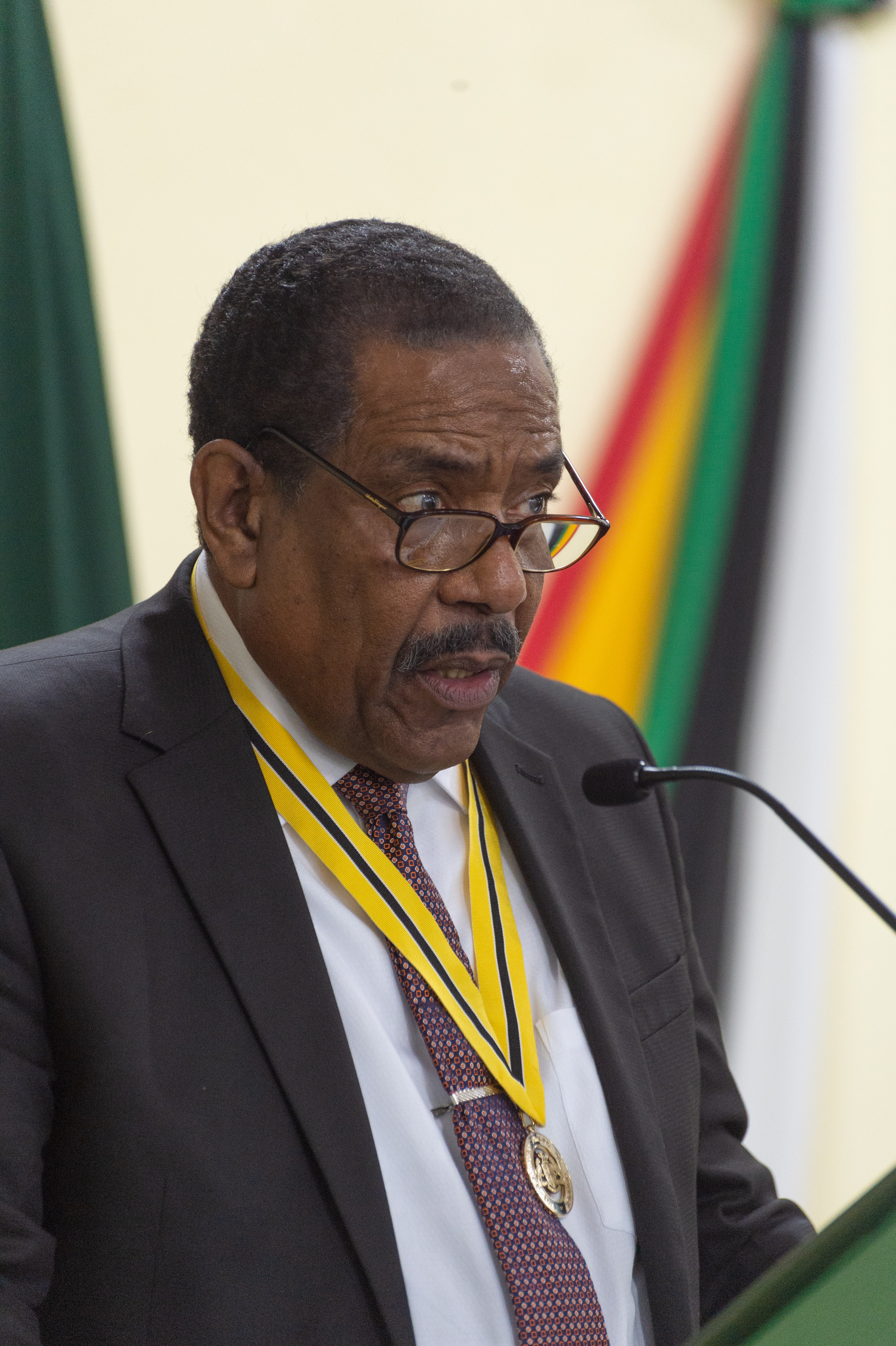
Charles Savarin.

Élu en 2013, le président Charles Savarin est réélu en 2018 pour un deuxième mandat à l'unanimité des 20 parlementaires présents, dans un contexte de boycott du scrutin par le Parti uni des travailleurs (UWP), seul parti d'opposition présent au parlement. Ce dernier proteste en effet sans succès contre l'organisation du scrutin dans la période de quatorze jours suivant le constat de l'absence d'un candidat commun du parti au pouvoir et de l'opposition, au cours de laquelle cette dernière doit pouvoir proposer un candidat,.
Issu comme le Premier ministre Roosevelt Skerrit du Parti travailliste de la Dominique (DLP), Charles Savarin ne peut se représenter en 2023, la constitution limitant à deux le nombre de mandats présidentiels. La fin de son mandat est prévue pour le 1er octobre 2023.
Le parti travailliste est par la suite reconduit au pouvoir lors des élections législatives de 2019 et de 2022, dans un contexte de montée croissante des tensions avec l'opposition. Les premières connaissent ainsi des manifestations de grande ampleur à la suite du refus du gouvernement de mettre en œuvre une réforme électorale, conduisant à des accusations de fraude électorale de la part de l'opposition tandis que le gouvernement accuse celle-ci de chercher à provoquer une ingérence étrangère pour accéder au pouvoir,. Les mêmes raisons conduisent le Parti uni des travailleurs et la plus grande partie de l'opposition à aller jusqu'à boycotter les élections de 2022, qui voient la reconduction du parti travailliste et le maintien de Roosevelt Skerrit au poste de Premier ministre en l'absence de réels opposants. Avec 19 des 21 sièges pourvus au suffrage direct à l'Assemblée, le parti travailliste détient ainsi une confortable majorité en vue de l'élection d'un nouveau président,. Courant mars 2023, Skerrit annonce avoir trouvé un candidat potentiel à la succession du président sortant, et s'entretenir avec la cheffe de l'opposition Jesma Paul-Victor avant de le rendre public,.
Le 30 août, le Premier ministre dévoile sa candidate en la personne de Sylvanie Burton, une fonctionnaire d’État d'origine Kalinago ayant servi à de nombreuses reprises comme secrétaire générale de plusieurs ministères dont les affaires étrangères, le commerce, la jeunesse et l'environnement,,. La candidature de Burton n'obtient cependant pas le soutien de Jesma Paul-Victor, nécessaire pour une élection à l'unanimité. Se déclarant « déçu » de la décision de l'opposition, Roosevelt Skerrit en informe le parlement le 12 septembre. L'élection présidentielle a par conséquent deux semaines plus tard, en accord avec la constitution, afin de départager les candidats de la majorité et de l'opposition,.
Jesma Paul-Victor annonce par la suite le 20 septembre la désignation par son parti de l'ancienne sénatrice Anette Sanford, elle aussi une femme d'origine Kalinago,,. 

## Système électoral
Le président de la Dominique est élu au scrutin indirect et secret par un collège électoral composé des 32 membres de l'Assemblée. Son mandat est de cinq ans, renouvelable une seule fois,.
L'élection a lieu dans les quatre-vingt-dix jours précédant la fin du mandat du président en exercice, ou au plus tôt en cas de décès ou d'empêchement de celui-ci. La Constitution prévoit la possibilité pour le Premier ministre et le chef de l'opposition de s'accorder sur la nomination d'un candidat commun. Auquel cas, le Parlement est réuni et le candidat commun est déclaré élu à l'unanimité,.
S'il n'y a pas de candidature commune, il est procédé après une période de dépôt de candidatures de quatorze jours à une élection en un seul tour où la majorité absolue du total des membres de l'assemblée est requise pour l'emporter. Peuvent alors se présenter les candidats soutenus soit par le Premier ministre, soit par le chef de l'opposition, soit par au moins trois membres du Parlement. A défaut de vainqueur, il est procédé à un nouveau tour de scrutin. Comme la majorité est basée sur le total des membres et non sur celle des votes valides, il est possible qu'aucun candidat ne l'emporte même si deux candidats ou moins sont en lice, auquel cas un nouveau tour est organisé jusqu'à l'élection d'un candidat,.

## Résultats
| Candidats                | Candidats                | Partis                   | Voix | %     |
| ------------------------ | ------------------------ | ------------------------ | ---- | ----- |
|                          | Sylvanie Burton          | DLP                      | 20   | 80,00 |
|                          | Anette Sanford           | UWP                      | 5    | 20,00 |
|                          |                          |                          |      |       |
| Votes valides            | Votes valides            | Votes valides            | 25   | 100   |
| Votes blancs et nuls     | Votes blancs et nuls     | Votes blancs et nuls     | 0    | 0     |
| Total                    | Total                    | Total                    | 25   | 100   |
| Abstention               | Abstention               | Abstention               | 7    | 21,87 |
| Inscrits / participation | Inscrits / participation | Inscrits / participation | 32   | 78,13 |

## Analyse et conséquences
La victoire de Sylvanie Burton fait d'elle la première femme à être élue à la présidence dominiquaise, ainsi que la première personne d'origine indigène, celle-ci appartenant à la communauté Kalinago. La passation de pouvoir a lieu le 2 octobre 2023, au lendemain de l’expiration du mandat de Charles Savarin,,.